# قمة (هندسة)

قمة هرم مربع وقاعدته.

في الهندسة الرياضية، القمة أو الذروة (باللاتينية: apex، وتعني القمة أو طرف أو نهاية)، وتسمى أحيانًا الرأس  مع أن الأخيرة مصطلح أعم، هي أعلى نقطة هندسية محسوسة في الشكل. يستخدم مصطلح القمة للإشارة للقمة المقابل للقاعدة.

## مثلث متساوي الساقين
في الثلث متساوي الساقين، الزاوية الرأسية هي النقطة الهندسية حيث يتلاقي الضلعان المتساويان في الطول، وتكون مقابلة للضلع الغير متساوي الطول.

## الأهرام و المخاريط
في الهرم أو المخروط، الزاوية الرأسية هي النقطة الهندسية العليا (عكس القاعدة). في الهرم، النقطة الهندسية هي النقطة حيث تتلاقي كل الأوجه الجانبية أو كل الحافات الجانبية.